# Ядерна енергетика Фінляндії
Станом на 2023 рік у Фінляндії є п'ять діючих ядерних реакторів на двох електростанціях, усі розташовані на узбережжі Балтійського моря. У 2020 році ядерна енергетика забезпечила близько 34% виробництва електроенергії в країні. Перший дослідницький ядерний реактор у Фінляндії був введений в експлуатацію в 1962 році, а перший комерційний реактор почав працювати в 1977 році. П'ятий реактор запрацював у квітні 2023 року.
Ядерні реактори Фінляндії є одними з найпродуктивніших у світі, із середнім коефіцієнтом потужності 95% у 2010-х роках.

## Перелік реакторів

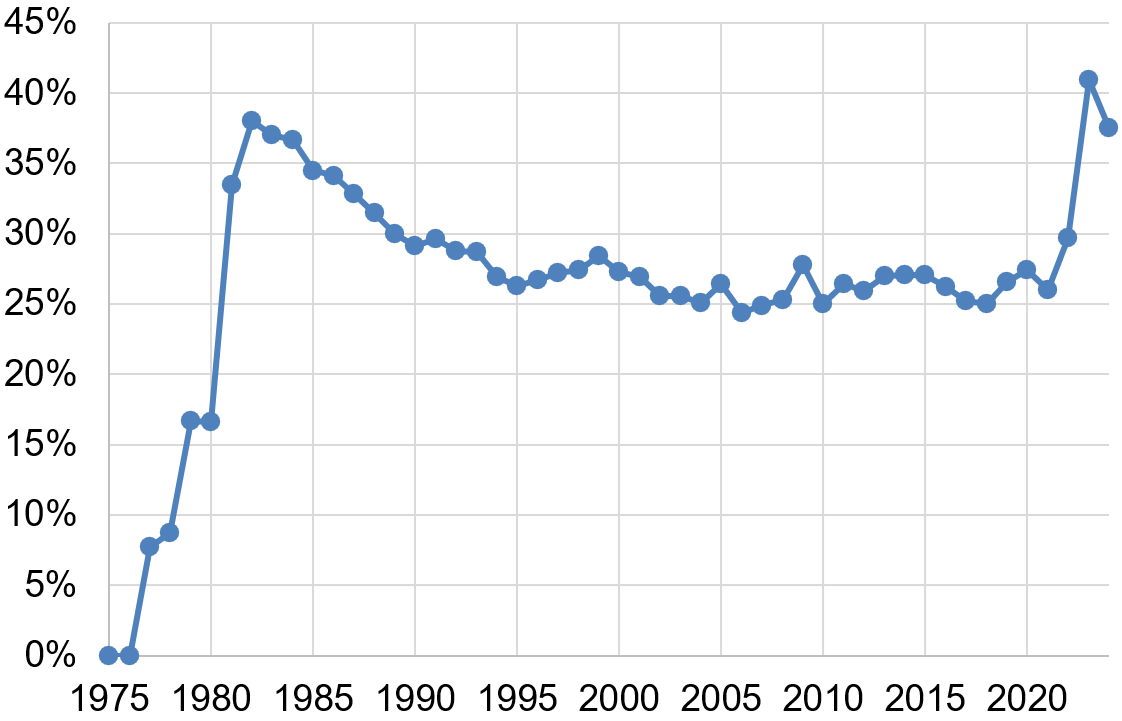
Частка атомної енергетики у споживанні електроенергії Фінляндією, 1975–2022 рр.

| Назва     | Блок №. | Реактор | Реактор            | Статус       | Чиста потужність (MW) | Початок будівництва | Комерційне використання | Закриття      |
| Назва     | Блок №. | Тип     | Модель             | Статус       | Чиста потужність (MW) | Початок будівництва | Комерційне використання | Закриття      |
| --------- | ------- | ------- | ------------------ | ------------ | --------------------- | ------------------- | ----------------------- | ------------- |
| Ханхіківі | 1       | PWR     | ВВЕР-1200/491      | Не будувався | 1200                  | (2023)              | (2029)                  | 2 травня 2022 |
| Ловійса   | 1       | PWR     | ВВЕР-440/213       | Функціонує   | 507                   | 1 травня 1971       | 9 травня 1977           |               |
| Ловійса   | 2       | PWR     | ВВЕР-440/213       | Функціонує   | 507                   | 1 серпня 1972       | 5 січня 1981            |               |
| Олкілуото | 1       | BWR     | ASEA-III, BWR-2500 | Функціонує   | 890                   | 1 лютого 1974       | 10 жовтня 1979          |               |
| Олкілуото | 2       | BWR     | ASEA-III, BWR-2500 | Функціонує   | 890                   | 1 листопада 1975    | 1 липня 1982            |               |
| Олкілуото | 3       | PWR     | EPR                | Функціонує   | 1600                  | 12 серпня 2005      | 16 квітня 2023          |               |

### Дослідницькі реактори

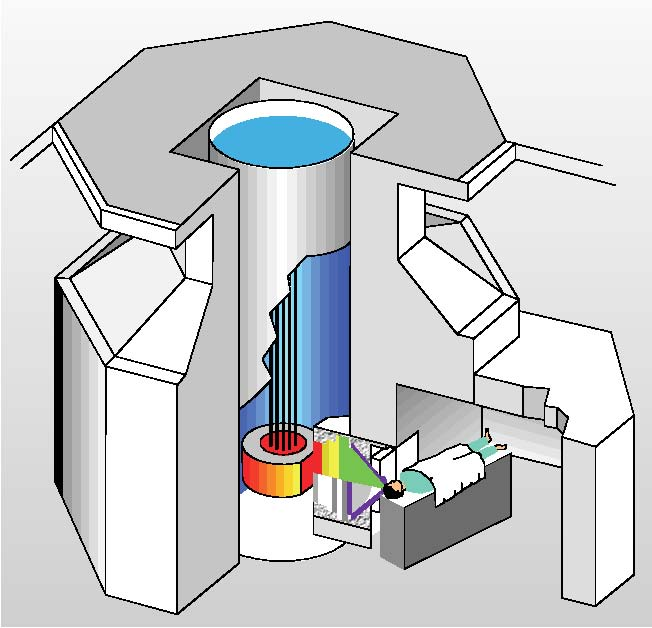
Терапія борним нейтронним захопленням на FiR 1.

Дослідницький реактор Отаніємі, FiR 1
FiR 1 був невеликим дослідницьким реактором, розташований в Отаніємі, Еспоо; TRIGA Mark II, побудований для Гельсінського технологічного університету в 1962 році. З 1971 року він належав Центру технічних досліджень Фінляндії VTT і мав вихідну потужність 250 кВт. Він в основному використовувався в нейтронній терапії бору та дослідженнях. Реактор було остаточно зупинено 30 червня 2015 року. У 2021 році відпрацьоване паливо було транспортовано до Геологічної служби США, яка використовуватиме паливо у своєму дослідницькому реакторі в Денвері. Державна рада надала ліцензію на зняття з експлуатації в червні 2021 року. Реактор буде демонтований у 2022–2023 роках.

## Паливний цикл
У 2009 році Фінляндія імпортувала ядерне паливо зі Швеції (40%), Росії (18%), Німеччини (2%) та інших країн (40%). У 2006 році іншою країною-постачальником ядерного палива була Іспанія.

### Сировина
Ahtium подала заявку на отримання дозволу на видобуток урану 20 квітня 2010 року. Це було перше застосування урану в історії Фінляндії. За даними Міністерства торгівлі, процес ОВНС щодо заявки триватиме до 31 березня 2011 року. Однак 31 березня заявку було доповнено. У лютому 2011 року Talvivaara продала свої права на видобуток урану до 2027 року канадській компанії Cameco.
У червні 2024 року національна гірничодобувна компанія Terrafame розпочала видобуток урану. Поклади урану було знайдено на північному сході країни, в районі Соткамо. Родовище планується використовувати протягом щонайменше 30 років. За оцінками Terrafame, підприємство вийде на повну потужність до 2026 року. На цей момент розрахунковий обсяг видобутку уранової руди має становити близько 200 тонн на рік. За даними Terrafame, в 1 кг видобутої руди міститься близько 17 мг урану. Компанія планує перетворювати його на жовтий кек. Уран, що видобувається, планують транспортувати за кордон для подальшої переробки.

## Ядерні відходи
Відпрацьоване паливо з атомної електростанції Ловійса спочатку відправлялося до Радянського Союзу для переробки. Після того, як у 1976 році була оприлюднена інформація про Киштимську катастрофу на заводі з переробки ядерного палива «Маяк» у 1957 році, цей варіант більше не вважався політично прийнятним. У фінський закон про ядерну енергетику в 1994 році були внесені зміни, згідно з якими всі ядерні відходи, вироблені у Фінляндії, повинні утилізуватися у Фінляндії.
Усе відпрацьоване паливо буде назавжди поховано в геологічних сховищах.
Сховище відпрацьованого ядерного палива Онкало в Олкілуото було обрано у 2000 році як перше у світі глибоке геологічне сховище відпрацьованого ядерного палива. У ньому зберігатиметься відпрацьоване паливо зі станцій, що належать комунальним підприємствам Fortum і TVO, тобто з майданчиків Ловііса та Олкілуото. Про звалище відходів знято документальний фільм У вічність.